# Broke (serie de televisión)
Broke es una comedia de televisión estadounidense creada por Alex Herschlag que se estrenó el 2 de abril de 2020 en CBS. La serie es una adaptación estadounidense de la comedia colombiana Pobres Rico. La sigue a una madre soltera y trabajadora que acoge a su hermana Elizabeth y cuñado Javier, y a su ayudante, después de que el padre rico de Javier decide cortarle el dinero y se acaba su fondo fiduciario.

## Sinopsis
Jackie (Pauley Perrette), una madre soltera suburbana se sorprende cuando su hermana, Elizabeth (Natasha Leggero), el esposo escandalosamente rico de esta, y el asistente/amigo de la familia aterrizan en su puerta necesitando un lugar para vivir después de que el dinero se agotara. Aunque las diferencias de clase pueden separar a las mujeres, y el tamaño de la casa y la cantidad de personas que viven en ella pondrán a prueba los límites de los lazos familiares, el vínculo familiar de la hermandad podría ser el catalizador que necesitan para restablecer su relación.

## Elenco
- Jaime Camil como Javier, el esposo mimado pero simpático de Elizabeth y el cuñado de Jackie. Un ex-multimillonario tratando de encontrar su camino por primera vez en un mundo sin dinero.
- Pauley Perrette como Jackie, una madre soltera dura, ingeniosa, cariñosa pero luchadora segura y trabajadora que posee un bar. Ella no se deja intimidar fácilmente, a veces es insolente, el tipo de mujer que conoce su camino alrededor de una caja de herramientas y una antorcha de acetileno. No está emocionada cuando su rica hermana y esposo aparecen repentinamente en su puerta, pero ella recuerda lo mucho que ama a su hermana y aprende a apreciarlos a ambos en su vida.
- Natasha Leggero como Elizabeth, hermana mayor refinada y ligeramente presumida de Jackie, que se casó con el maravilloso y rico Javier. Sin embargo, ella y su esposo han quemado el fondo fiduciario de él y ahora, sin dinero ni perspectivas, los dos han aterrizado en la puerta de Jackie, en la necesidad de un lugar para vivir. A pesar de la mentalidad ligeramente elitista, Elizabeth es una mujer amorosa que no ha olvidado por completo sus humildes raíces.
- Izzy Diaz como Luis, el asistente, conductor y mejor amigo de Javier Javier que reside con la familia. Fiel hasta el final, él no dejará que una pequeña cosa como la bancarrota total evite que se quede con su amigo.
- Antonio Raul Corbo como Sammy, un joven brillante de 9 años hijo de Jackie que constantemente encuentra nuevas formas de expresar su creatividad.

## Episodios
| N.º | Título               | Dirigido por    | Escrito por                          | Fecha de emisión original | Código de prod. | Audiencia (millones) |
| --- | -------------------- | --------------- | ------------------------------------ | ------------------------- | --------------- | -------------------- |
| 1 | «Pilot»              | Victor Gonzalez | Alex Herschlag                       | 2 de abril de 2020        | BRO101          | 7,07                 |
| Cuando su padre le corta el paso por ser irresponsable con su dinero, Javier, un hombre rico de la sociedad, y su esposa Elizabeth se ven obligados a mudarse con Jackie, la hermana de Elizabeth, que está resentida por haberse escapado y no haberla visitado en muchos años. Cuando Elizabeth revela que ella y Javier sólo vinieron porque necesitan un lugar donde quedarse, se desencadena una discusión y las hermanas acuerdan mutuamente que Elizabeth y su esposo deben encontrar otro lugar donde quedarse. Las cosas se complican aún más cuando Javier va a espaldas de Jackie y convence al profesor de su hijo Sammy para que le deje volver a presentar una tarea sin completar. Cuando el proyecto de Sammy revela lo feliz que es ahora que Javier y Elizabeth están en su vida, Jackie cede y acepta que se queden. El padre de Javier se pone en contacto con él, diciendo que no restaurará el fondo fiduciario de su hijo a menos que pueda demostrar que se lo merece. |                      |                 |                                      |                           |                 |                      |
| 2 | «Jobs»               | Victor Gonzalez | Alex Herschlag y Jennie Snyder Urman | 9 de abril de 2020        | BRO102          | 5,27                 |
| Por insistencia de Jackie, tanto Javier como Elizabeth aceptan conseguir trabajo; Javier y Luis se convierten en conductores de autos compartidos, mientras que Elizabeth es contratada en un Neiman Marcus como compradora personal. Cuando Jackie la visita, Elizabeth le dice que odia tener que trabajar para ganarse la vida y que no puede esperar a que le devuelvan el dinero de Javier. Creyendo que su hermana y su cuñado no tienen intención de quedarse, Jackie insiste en que Sammy deje de pasar tiempo con ellos. Elizabeth le dice que no saque sus frustraciones con Javier, ya que él se ha encariñado con Sammy y está dispuesto a ser la figura paterna que necesita en su vida. Javier tiene una charla privada con Jackie y la insta a que deje de proyectar sobre él la ira que siente hacia el padre de Sammy. |                      |                 |                                      |                           |                 |                      |
| 3 | «The Dance»          | Victor Gonzalez | Craig Gerard y Matthew Zinman        | 16 de abril de 2020       | BRO105          | 5,59                 |
| Cuando Jackie necesita dinero para las reparaciones, Javier y Elizabeth urden un plan para cobrar una deuda que sus amigos ricos Amir y Sandra les deben para evitar tener que revelar que no tienen dinero. Sin embargo, cuando la pareja se niega a ayudar, Javier pierde la calma y hace que Elizabeth intimide a Amir para que le entregue todo el dinero de su bolsillo. Luis se entera de que Jackie quiere un aumento pero tiene demasiado miedo de perder su trabajo para pedírselo a Derek. La convence de que renuncie para que finalmente vea que está dispuesta a defenderse, pero le dice que es un farol. Jackie está disgustada por no tener trabajo, pero entonces Derek se presenta en su casa; su madre Mitzi le obliga a admitir que Jackie es una empleada valiosa y que merece un aumento. |                      |                 |                                      |                           |                 |                      |
| 4 | «Mom's Secret»       | Victor Gonzalez | Al Madrigal                          | 23 de abril de 2020       | BRO104          | 4,78                 |
| Jackie y Elizabeth descubren que su difunta madre tuvo una aventura con un hombre llamado Alex. Javier se entera por Luis que no ha enviado ninguna de las fotos superficiales que su jefe ha estado recopilando para convencer a su padre de que él es el responsable; furioso, Javier decide demostrar que puede manejar el trabajo duro tomando un día de trabajo como pintor de casas. Elizabeth y Jackie discuten sobre qué hacer, ya que Jackie siente que tener una aventura es un mal juicio y que Elizabeth no debería intentar encontrar a Alex. Las hermanas van de todos modos, y descubren que Alex es mujer y que su madre eligió romper la aventura para proteger a su familia. Javier, al darse cuenta de que Luis tenía razón, se disculpa y le dice que siempre serán hermanos. |                      |                 |                                      |                           |                 |                      |
| 5 | «Dates»              | Victor Gonzalez | Rachel Sweet                         | 30 de abril de 2020       | BRO103          | 5,07                 |
| Después de discutir que ni Jackie ni Luis han salido en mucho tiempo, Elizabeth y Javier deciden juntarlos con dos extraños al azar. Cuando ambas citas van mal, Jackie y Luis terminan en el bar y empiezan a relacionarse, decidiendo finalmente hacer de ello una cosa regular. En casa, Javier anima a Elizabeth a aprovechar la oportunidad de pasar más tiempo con Sammy, que la admira a pesar de que apenas lo conoce. Al principio se muestra reacia (sobre todo después de perder su anillo de compromiso), pero más tarde disfruta jugando con Sammy y cuidando de él. Esto lleva a Elizabeth a considerar una posibilidad antes impensable: descongelar sus huevos y tener un hijo con Javier. |                      |                 |                                      |                           |                 |                      |
| 6 | «Losing My Religion» | Victor Gonzalez | Grace Parra                          | 7 de mayo de 2020         | BRO108          | 4,80                 |
| 7 | «Daddy Issues»       | Victor Gonzalez | Cindy Caponera                       | 14 de mayo de 2020        | BRO106          | 4,65                 |
| 8 | «Soccer»             | Victor Gonzalez | Julian Kiani                         | 21 de mayo de 2020        | BRO107          | 4,31                 |
| 9 | «Barry's Back»       | Katy Garretson  | Aaron Izek y Jenna Martin            | 28 de mayo de 2020        | BRO109          | 4,45                 |
| 10 | «Sammy's Project»    | Katy Garretson  | Craig Gerard y Matthew Zinman        | 4 de junio de 2020        | BRO110          | 4,05                 |
| 11 | «Cinco De Mayo»      | Phill Lewis     | Al Madrigal                          | 11 de junio de 2020       | BRO111          | 4,08                 |
| 12 | «The Test»           | Phill Lewis     | Rachel Sweet                         | 18 de junio de 2020       | BRO112          | 3,61                 |
| 13 | «Sammy's Party»      | James Widdoes   | Alex Herschlag                       | 25 de junio de 2020       | BRO113          | 3,68                 |

## Producción

### Desarrollo
El 22 de febrero de 2019, se anunció que CBS le había dado a la producción una orden piloto. El piloto fue escrito por Alex Herschlag y Jennie Snyder Urman. Las compañías de producción involucradas con el piloto incluyen Propagate, RCN TV, Resonant TV, Sutton Street Productions y CBS Television Studios. El 6 de mayo de 2019, se anunció que la producción había recibido un pedido en serie bajo el nombre de «Broke». Unos días más tarde, se anunció que la serie se estrenaría como un reemplazo de mitad de temporada en el invierno-primavera de 2020.
El 28 de enero se dio a conocer que sería transmitida a partir del 2 de abril a las 9:30pm.

### Casting
En febrero de 2019, se anunció que Jaime Camil había sido elegido para el papel principal del piloto. Aunque se ordenó el piloto, en marzo de 2019 se informó que la ex estrella de NCIS, Pauley Perrette y Natasha Leggero se habían unido al elenco principal de la serie. Junto con el anuncio de la producción de la serie, Izzy Díaz y Antonio Corbo fueron elegidos como elenco principal.

## Lanzamiento

### Marketing
El 15 de mayo de 2019, CBS lanzó el primer avance oficial de la serie.
El 28 de enero de 2020 CBS dio a conocer a través de instagram que se estrenará el 2 de abril.

## Recepción

### Audiencias
| N.º | Título               | Fecha de emisión    | ÍA/CP (18–49) | Audiencia (millones) | DVR (18–49) | Audiencia DVR (millones) | Total (18–49) | Audiencia total (millones) |
| --- | -------------------- | ------------------- | ------------- | -------------------- | ----------- | ------------------------ | ------------- | -------------------------- |
| 1   | «Pilot»              | 2 de abril de 2020  | 0,9/4         | 7,07                 | 0,3         | 1,87                     | 1,2           | 8,95                       |
| 2   | «Jobs»               | 9 de abril de 2020  | 0,7/3         | 5,27                 | 0,3         | 1,62                     | 1,0           | 6,89                       |
| 3   | «The Dance»          | 16 de abril de 2020 | 0,7/3         | 5,59                 | 0,2         | 1,48                     | 0,9           | 7,07                       |
| 4   | «Mom's Secret»       | 23 de abril de 2020 | 0,6/3         | 4,78                 | 0,2         | 1,25                     | 0,8           | 6,01                       |
| 5   | «Dates»              | 30 de abril de 2020 | 0,6/3         | 5,07                 | 0,2         | 1,27                     | 0,8           | 6,34                       |
| 6   | «Losing My Religion» | 7 de mayo de 2020   | 0,6/3         | 4,80                 | 0,2         | 1,43                     | 0,9           | 6,23                       |
| 7   | «Daddy Issues»       | 14 de mayo de 2020  | 0,6/3         | 4,65                 | 0,2         | 1,14                     | 0,8           | 5,79                       |
| 8   | «Soccer»             | 21 de mayo de 2020  | 0,5/3         | 4,31                 | 0,2         | 1,11                     | 0,7           | 5,42                       |
| 9   | «Barry's Back»       | 28 de mayo de 2020  | 0,6/3         | 4,45                 | 0,2         | 1,12                     | 0,8           | 5,57                       |
| 10  | «Sammy's Project»    | 4 de junio de 2020  | 0,6/3         | 4,05                 | 0,2         | 1,05                     | 0,7           | 5,10                       |
| 11  | «Cinco De Mayo»      | 11 de junio de 2020 | 0,6/3         | 4,08                 | 0,2         | 1,07                     | 0,8           | 5,15                       |
| 12  | «The Test»           | 18 de junio de 2020 | 0,5/2         | 3,61                 | 0,2         | 1,03                     | 0,6           | 4,64                       |
| 13  | «Sammy's Party»      | 25 de junio de 2020 | 0,5/2         | 3,68                 | 0,1         | 0,77                     | 0,6           | 4,45                       |